# Década de 440 a.C.
Séculos: (Século VI a.C. - Século V a.C. - Século IV a.C.)
Décadas: 490 a.C. 480 a.C. 470 a.C. 460 a.C. 450 a.C. - 440 a.C. - 430 a.C. 420 a.C. 410 a.C. 400 a.C. 390 a.C.
Anos: 449 a.C. - 448 a.C. - 447 a.C. - 446 a.C. - 445 a.C. - 444 a.C. - 443 a.C. - 442 a.C. - 441 a.C. - 440 a.C.

## Nascimentos
- c. 444 a.C. - Antístenes de Atenas, filósofo grego (m. 365 a.C.)